# Tổng tuyển cử México 2018
Tổng tuyển cử diễn ra tại México ngày 1 tháng 7 năm 2018. Cử tri bầu Tổng thống México với nhiệm kỳ năm năm mười tháng (giảm xuống hai tháng theo pháp lệnh sửa đổi lễ nhậm chức kể từ 2014), 128 thượng nghị sĩ cho nhiệm kỳ sáu năm và 500 hạ nghị sĩ nhiệm kỳ ba năm. Là một trong những ngày bầu cử lớn nhất lịch sử México, hầu hết các bang của México đều tổ chức bầu cử cấp bang và cấp địa phương chung một ngày, bao gồm chín quốc vụ khanh, và hơn 3.400 vị trí trong các cấp chính quyền. Đây cũng là kỳ bầu cử đẫm máu nhất trong lịch sử México hiện đại khi có 130 người bị giết vì các lý do chính trị kể từ tháng 9 năm 2017.
Tổng thống sắp mãn nhiệm Enrique Peña Nieto theo hiến định không đủ tư cách tái cử thêm một nhiệm kỳ. Các nghị sĩ của cơ quan lập pháp đều đã hết nhiệm kỳ, vì thế, tất cả thành viên Quốc hội đều phải bầu lại. Hệ quả từ cuộc cải tổ chính trị năm 2014, các thành viên Quốc hội được bầu kỳ này sẽ là những vị đầu tiên tái cử ở những kỳ bầu cử sau. Ngày 8 tháng 9 năm 2017, Viện Bầu cử Quốc gia tuyên bố các quy trình bầu cử mới đang được tiến hành.
Tổng thống đắc cử là Andrés Manuel López Obrador của Phong trào Tái thiết Quốc gia (MORENA), ứng cử viên đại diện cho liên minh Cùng nhau ta làm nên lịch sử (tiếng Tây Ban Nha: Juntos Haremos Historia). Đây là lần đầu tiên một ứng cử viên giành đa số phiếu áp đảo kể từ năm Tổng tuyển cử México 1988.